# Рыбаков, Юлий Андреевич
Ю́лий Андре́евич Рыбако́в (род. 25 февраля 1946, Мариинский лагпункт, Сиблаг, РСФСР) — советский и российский правозащитник, диссидент, художник-нонконформист, депутат Государственной думы России (1993—2003), председатель подкомитета по правам человека (2000—2003), учредитель и издатель журнала «Терра инкогнита» (2001—2003), бывший политзаключённый (1976—1982), член общественной комиссии по сохранению наследия академика Сахарова.

## Биография
Родился 25 февраля 1946 года в Мариинске Кемеровской области в исправительно-трудовом лагере. Его родители (представители петербургской семьи потомственных морских офицеров) были репрессированы. В 1974 году окончил художественную школу, профессиональное художественное училище № 11 Ленинграда по профессии «резчик». В 1974—1976 годах учился в ЛИЖСА имени И. Е Репина (не окончил его).
С 1968 года работал разнорабочим, кочегаром, реставратором в Русском музее и Музее этнографии народов СССР, художником-дизайнером в НИИ технической эстетики, художником-дизайнером во Всесоюзном алюмо-магниевом институте, бутафором в Театре оперы и балета имени С. М. Кирова.
В 1976 году за участие в диссидентском и правозащитном движении, а также за распространение книг Солженицына, листовок и лозунгов (надпись на стене Государева бастиона Петропавловской крепости «Вы распинаете свободу, но душа человека не знает оков», длиной свыше 40 и высотой почти 1,2 метра) был арестован КГБ по 70-й («антисоветской») статье УК РСФСР. Одним из офицеров КГБ, проводивших обыск по этому делу, был лейтенант Владимир Путин, ставший в будущем президентом России. Затем — под угрозой привлечь к делу группу его единомышленников — был осуждён за особо дерзкое «хулиганство» и хищение множительной аппаратуры к 6 годам лишения свободы в ИК усиленного режима.
В 1982 году вернулся в Ленинград, изучал юриспруденцию и право. В 1988 году стал одним из организаторов и руководителей Ленинградского отделения партии «Демократический Союз», членом Ленинградской секции Международного общества по правам человека, национально-демократического общества «Свободная Россия», Свободно-демократической партии России (СвДПР).
В 1990 году был избран депутатом Ленсовета, организовал первую депутатскую Комиссию по правам человека.
В декабре 1993 года избран депутатом в Государственную думу по 208-му Северо-Восточному округу Санкт-Петербурга от партии Выбор России (получил 24,43 % голосов), вошёл в одноимённую фракцию и Комитет Госдумы по законодательству и судебно-правовой реформе. В марте 1994 года член инициативной группы по созданию партии Демократический выбор России (ДВР).
В декабре 1995 года избран депутатом в Государственную думу 2-го созыва по 206-му Адмиралтейскому округу Санкт-Петербурга от партии Демократический выбор России, также был поддержан Яблоком.
После гибели Галины Старовойтовой возглавлял партию «Демократическая Россия». Сложил полномочия председателя в октябре 2000 года.
В августе 1999 года неофициально, вместе со всей партией «Демократическая Россия», вошёл в состав СПС. В декабре того же года переизбрался депутатом Государственную думу 3-го созыва по 206 избирательному округу Санкт-Петербурга, набрав 21,35 %, победив, в том числе, Александра Невзорова.
В январе 2002 года вышел из СПС из-за того, что партия поддерживала политику, проводимую новым руководством страны, после чего, отказавшись вступать в возглавлявшуюся тогда Б. Березовским партию «Либеральная Россия», стал активно работать в движении «Либеральная Россия» под руководством С. Юшенкова.
В марте 2002 года петербургская таможня изъяла у него 100 кассет с фильмом «Покушение на Россию».
В декабре 2003 года в 4-й раз баллотировался в Государственную думу по 206 избирательному округу Санкт-Петербурга. Перед выборами произошла договорённость с Яблоком: партия снимает с выборов по округу своего кандидата Александра Шишлова и поддерживает Рыбакова, а тот в свою очередь в случае победы обязуется вступить в партию. По первым предварительным данным было сообщено о переизбрании Рыбакова, но чуть позже стало ясно, что он занял 2-е место, набрав 16,77 %, а победа с небольшим преимуществом в доли процента досталась представителю Единой России Андрею Бенину, который получил 17,46 %. Главной причиной поражения стало нежелание СПС отзывать своего заведомо непроходного кандидата Алексея Титова, который взял 5,5 % голосов.
С 2006 года — член партии «ЯБЛОКО», сопредседатель правозащитной фракции в партии «ЯБЛОКО». С 2007 года не состоит в политических партиях.
Член Правозащитного совета Санкт-Петербурга, член петербургского Союза писателей, член РОО Товарищество «Свободная культура». В 2021 году стал членом общины Санкт-Петербургского прихода Апостольской православной церкви.

## Теракт в Будённовске
В 1995 году вместе с депутатами Государственной думы Сергеем Ковалёвым и Виктором Курочкиным по поручению премьер-министра Виктора Черномырдина вёл переговоры с Шамилем Басаевым, захватившим больницу в Будённовске. После неудачного штурма больницы спецназом, в результате которого погибло около ста заложников, в ходе переговоров удалось договориться об освобождении сначала рожениц и детей из родильного отделения, в обмен на то, что переговорщики останутся в больнице, а затем об освобождении всех оставшихся в живых. Главным условием этой договорённости было обязательство российского правительства прекратить боевые действия и решить вопрос о статусе Чечни только путём переговоров. Кроме того, террористами было выдвинуто дополнительное условие их ухода и освобождения таким образом более тысячи остававшихся в больнице заложников. Для обеспечения безопасности террористов вместе с ними на автобусах в Чечню должны были добровольно отправиться 140 заложников, включая переговорщиков. В противном случае террористы были готовы остаться в больнице и погибнуть вместе с заложниками при следующем штурме. После согласования с премьер-министром РФ В. Черномырдиным их условия были приняты. В селении Зандак (Чечня) группу депутатов и общественных деятелей террористы отпустили вместе с другими заложниками.

## Правозащитная деятельность
В 1990 году создал первую в СССР депутатскую комиссию по правам человека. Член Международного общества прав человека, редколлегии журналов «Грани» и «Посев», товарищества «Свободная культура».
В годы войны в Чечне в 1996—1999 годах участвовал в освобождении около 2500 военнослужащих, находившихся в чеченском плену. Также принимал участие в митинге против второй российско-чеченской войны, проходившем в Москве на Пушкинской площади в феврале 2001 года.
С 2000 по 2003 год являлся председателем подкомитета по правам человека ГД РФ.
В июне 2007 был образован «Правозащитный Совет Санкт-Петербурга», в который вошли несколько правозащитных организаций и правозащитники Юлий Рыбаков, Юрий Нестеров, Наталия Евдокимова и Леонид Романков.
Автор книги «Мой век. Мой век: историко-биографические заметки. Часть I» (2010).

## Высказывания
- «Вы распинаете свободу, но душа человека не знает оков» (сделана на Государевом бастионе Петропавловской крепости в 1976 году)[24].
- «Беззаконие и правовой беспредел стали привычной нормой российской жизни. Закон и право в нашей стране — terra incognita, неведомые земли, которые мы только начинаем обживать» (2001)[25].

## Награды
Почётный знак Союза журналистов «Символ свободы».
В 2020 году стал лауреатом премии Московской Хельсинкской группы в области защиты прав человека.

## Художник
Художник-нонконформист.
- В 1975-76 входил в Товарищество экспериментальных выставок.
- В 1982-88 был организатором Товарищества экспериментального изобразительного искусства.
- 1990 — один из организаторов РОО «Товарищество Свободная культура» и Артцентра «Пушкинская-10».

Участник более 40 выставок в России и за рубежом. Работы находятся в музеях и частных коллекциях.

### Избранные выставки
- 1975 — выставка в ДК «Невский», Ленинград
- 1976 — участие в акции протеста андеграундных художников у Петропавловской крепости с последующим арестом и шестилетним заключением
- 2013 — «Портрет сегодня», музей современного искусства Эрарта, Санкт-Петербург
- 2014 — Пушкинская-10. Территория свободы. ГРМ[27]

### Работы находятся в собраниях
- Музей нонконформистского искусства, Санкт-Петербург
- Музей современного искусства Эрарта, Санкт-Петербург
- Музей политической истории, Санкт-Петербург
- Музей истории религии, Санкт-Петербург
- Булгарский художественный музей, Татарстан